# Уравнение на състоянието
Уравнението на състоянието е термодинамично уравнение, съотнасящо променливите на състоянието, които описват състоянието на материята при определени физически условия, като например налягане, обем, температура или вътрешна енергия. Уравненията на състоянието са полезни при описване на свойствата на флуиди, смеси от флуиди, твърди тела и вътрешността на звезди. Тези уравнения не се съдържат в постулатите на термодинамиката, тъй като за всеки избран за изследване макроскопичен обект, те се определят или емпирически, или чрез методите на статистическата физика. В рамките на термодинамиката, уравненията на състоянието се приемат за зададени при определението на системата.
Към днешно време не съществува едно-единствено уравнение на състоянието, което да прогнозира точно свойствата на всички вещества под всички условия. Един пример за уравнение на състоянието съотнася плътността на газове и течности към температурата и налягането (уравнение на състоянието на идеалния газ), което е относително точно за слабо полярни газове при ниско налягане и умерена температура. Това уравнението става все по-неточно с нарастване на налягането и понижаване на температурата.
Друго широко приложение на уравненията е при моделиране на вътрешността на звезди, включително неутронни звезди, плътна материя (кварк-глуонна плазма) и радиационни полета. Уравненията на състоянието мога да описват и твърди тела, включително прехода на твърди тела от едно кристално състояние към друго.
В практически контекст, уравненията на състоянието са от особено значение за изчисляването на задачи в процесното инженерство (например за равновесие на газообразен/течен петрол). Успешен модел, базиран на пригодено уравнение на състоянието, може да спомогне за определяне на състоянието на режима на поток, параметрите за боравене с флуиди в резервоар или за оразмеряване на тръбопроводи.
Измерването на параметри за уравнения на състоянието, особено при високо налягане, може да се направи с помощта на лазери.

## Уравнение на състоянието на идеалния газ
За дадено количество вещество, съдържащо се в система, температурата, обемът и налягането не са независими величини. Те са свързани помежду си чрез връзка с общ вид:
{\displaystyle f(p,V,T)=0}
Уравнение, което се използва за моделиране на тази зависимост, се нарича уравнение на състоянието. Може да се използва всяка система мерни единици, но за предпочитане е системата SI, където.
{\displaystyle \ p}, налягане (абсолютно);
{\displaystyle \ V}, обем;
{\displaystyle \ n}, брой молове от дадено вещество;
{\displaystyle \ V_{m}}, {\displaystyle {\frac {V}{n}}}, моларен обем, обемът на един мол газ или течност;
{\displaystyle \ T}, абсолютна температура;
{\displaystyle \ R}, константа на идеалния газ ≈ 8.3144621 J/mol·K;
{\displaystyle \ p_{c}}, налягане в критичната точка;
{\displaystyle \ V_{c}}, моларен обем в критичната точка;
{\displaystyle \ T_{c}}, абсолютна температура критичната точка.
Класическото уравнение на състоянието на идеалния газ може да записано като:
{\displaystyle pV=nRT.}
Във формата, показана горе, уравнението на състоянието е:
{\displaystyle f(p,V,T)=pV-nRT=0}.
Ако се използва приближение за калорично идеален газ, тогава законът за идеалния газ може да бъде изразен и по следния начин:
{\displaystyle p=\rho (\gamma -1)e}
където {\displaystyle \rho } е плътността, {\displaystyle \gamma =C_{p}/C_{v}} е адиабатният показател (съотношение на специфичните топлини), {\displaystyle e=C_{v}T} е вътрешната енергия на единица маса (специфична вътрешна енергия), {\displaystyle C_{v}} е специфичната топлина при постоянен обем, а {\displaystyle C_{p}} е специфичната топлина при постоянно налягане.